# Laren, Bắc Hà Lan
Laren là một thị trấn và đô thị trực thuộc tỉnh của Bắc Hà Lan, Hà Lan. Laren nằm trong khu vực Gooi, là thị trấn lâu đời nhất trong khu vực. Đây là một trong những nơi giàu có nhất ở Hà Lan, cùng với đô thị lân cận Blaricum.
Laren nổi tiếng là một thuộc địa nghệ thuật cuối thế kỷ 19, và hiện những tác phẩm nghệ thuật ấy đang được trưng bày trong bảo tàng Singer Laren. Laren là một phần của khu vực đô thị Amsterdam, nằm ở phía đông Amsterdam.

## Chính quyền địa phương
Hội đồng thành phố của Laren bao gồm 15 vị trí, mà kể từ năm 2014 chia như sau:
- Larens Behoud - 5 vị trí
- VVD - 3 vị trí
- Liberaal Laren - 2 vị trí
- CDA - 2 vị trí
- D66 - 2 vị trí
- PvdA - 1 vị trí

## Nhân khẩu học
Năm 2007, Laren có thông tin về nhân khẩu học như sau:
- Tỷ lệ sinh: 7,29 trên 1.000
- Tỷ lệ tử vong: 17,94 trên 1.000
- NGR: -1,07% mỗi năm

Vào tháng 8 năm 2017, đã có 11.135 cư dân ở Laren. Đô thị này có mật độ dân số 897 người/km² (2.320 người/dặm vuông).

## Một số cư dân nổi tiếng
Các tác phẩm nghệ thuật
- Anton Mauve (1838-1888), họa sĩ, Trường Hague & Trường Laren, sống ở Laren 1886/1888
- Albert Neuhuys (1844-1914), họa sĩ trường Laren
- Johan Briedé, họa sĩ Hà Lan (1885-1980), minh họa sách HG Wells
- Maurits Cornelis Escher (1898-1972), họa sĩ đồ họa, nhà in. Sống ở Rosa Spier Huis từ năm 1970
- Barthold Fles (1902-1989) nhà phê bình văn học, tác giả và dịch giả người Mỹ gốc Hà Lan; sống ở Rosa Spier Huis từ năm 1986
- Maarten Krabbé (1908 tại Laren - 2005) một họa sĩ và nhà giáo dục nghệ thuật người Hà Lan
- Hannie Lips (1924-2012 tại Laren) một phát thanh viên người Hà Lan
- Roberto Vander (sinh năm 1950 tại Laren) một diễn viên và ca sĩ người Hà Lan - Chile
- Johnny de Mol (sinh năm 1979 tại Laren) một diễn viên và người dẫn chương trình người Hà Lan

Dịch vụ công cộng
- Maria Montessori (1870-1952) một bác sĩ và nhà cải cách giáo dục người Ý, sống ở Laren 1936/1939
- Mona Louise Parsons (1901-1976) một nữ diễn viên, y tá người Canada và là thành viên của một mạng lưới kháng chiến không chính thức của Hà Lan
- Gerard Croiset (sinh năm 1909 tại Laren - 1980) một bác sĩ cận lâm s ( phát âm ( giúp ·  ) ) là một thị trấn và đô thị trong tỉnh của Bắc Hà Lan, Hà Lan. Nằm trong khu vực Gooi, nó là thị trấn lâu đời nhất trong khu vực. Đây là một trong những nơi giàu có nhất ở Hà Lan, cùng với người hàng xóm Blaricum. àng, nhà tâm lý học và nhà ngoại cảm ng  ười Hà Lan
- Jan van den Brink (sinh năm 1915 tại Laren - 2006) một chính trị gia và doanh nhân người Hà Lan
- Henk Zanoli (sinh năm 1923 tại Laren - 2015) một luật sư người Hà Lan và là thành viên của kháng chiến Hà Lan trong Thế chiến II
- Paul Joan George Kapteyn (sinh năm 1928 tại Laren) một thẩm phán người Hà Lan tại Tòa án Công lý Châu Âu
- Roelof Nelissen (1931-2019) một chính trị gia và doanh nhân người Hà Lan; sống ở Laren
- Pim van Lommel (sinh năm 1943 tại Laren), một bác sĩ tim mạch, tác giả và nhà nghiên cứu người Hà Lan trong các nghiên cứu cận tử
- Elbert Roest (sinh năm 1954) một nhà sử học, chính trị gia người Hà Lan, cựu giáo viên và Thị trưởng của Laren từ năm 2002

Thể thao
- Willemien Aardenburg (sinh năm 1966 tại Laren) một cựu vận động viên khúc côn cầu người Hà Lan, đội của anh giành huy chương đồng Thế vận hội Mùa hè 1988
- Marcel van der Westen (sinh năm 1976 tại Laren) một vận động viên vượt rào Hà Lan đã nghỉ hưu
- Thomas Boerma (sinh năm 1981 tại Laren), một vận động viên khúc côn cầu, đã thi đấu tại Thế vận hội Mùa hè 2008
- Jacobine Veenhoven (sinh năm 1984 tại Laren), một nữ tay đua người Hà Lan, người giành huy chương đồng tại Thế vận hội Mùa hè 2012

## Hình ảnh

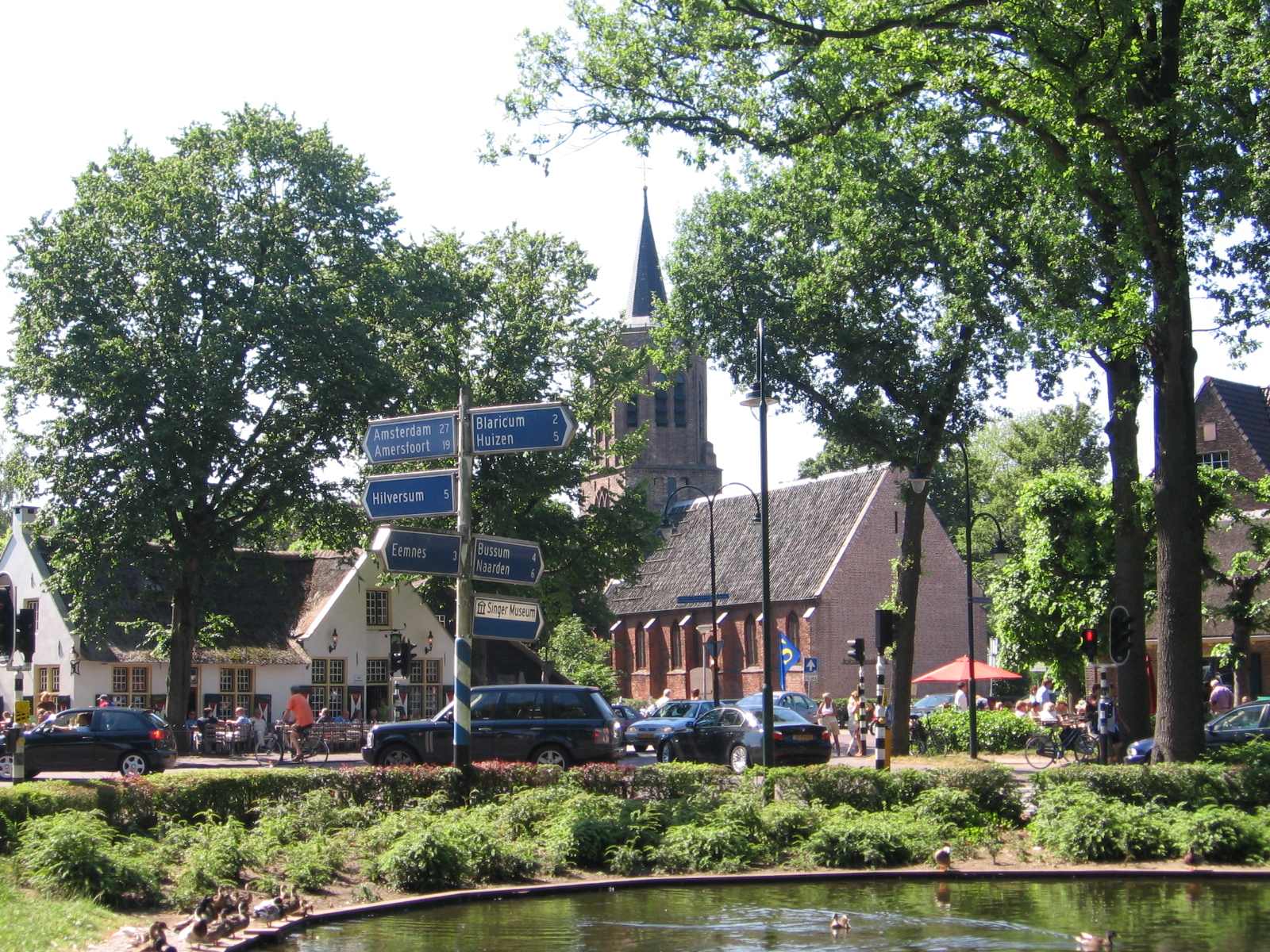
Trung tâm thị trấn
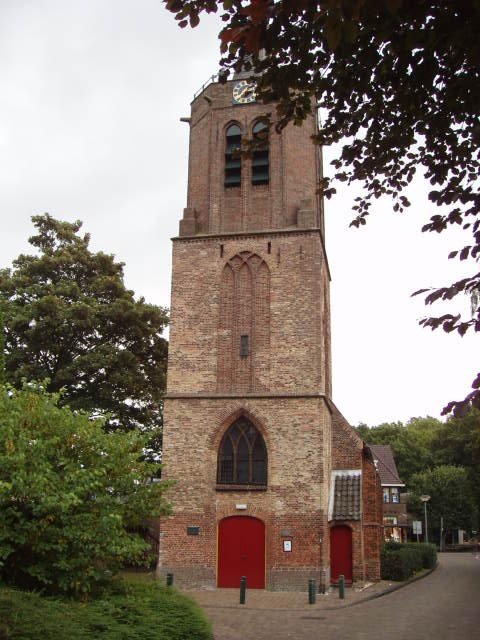
De Hervormde Kerk
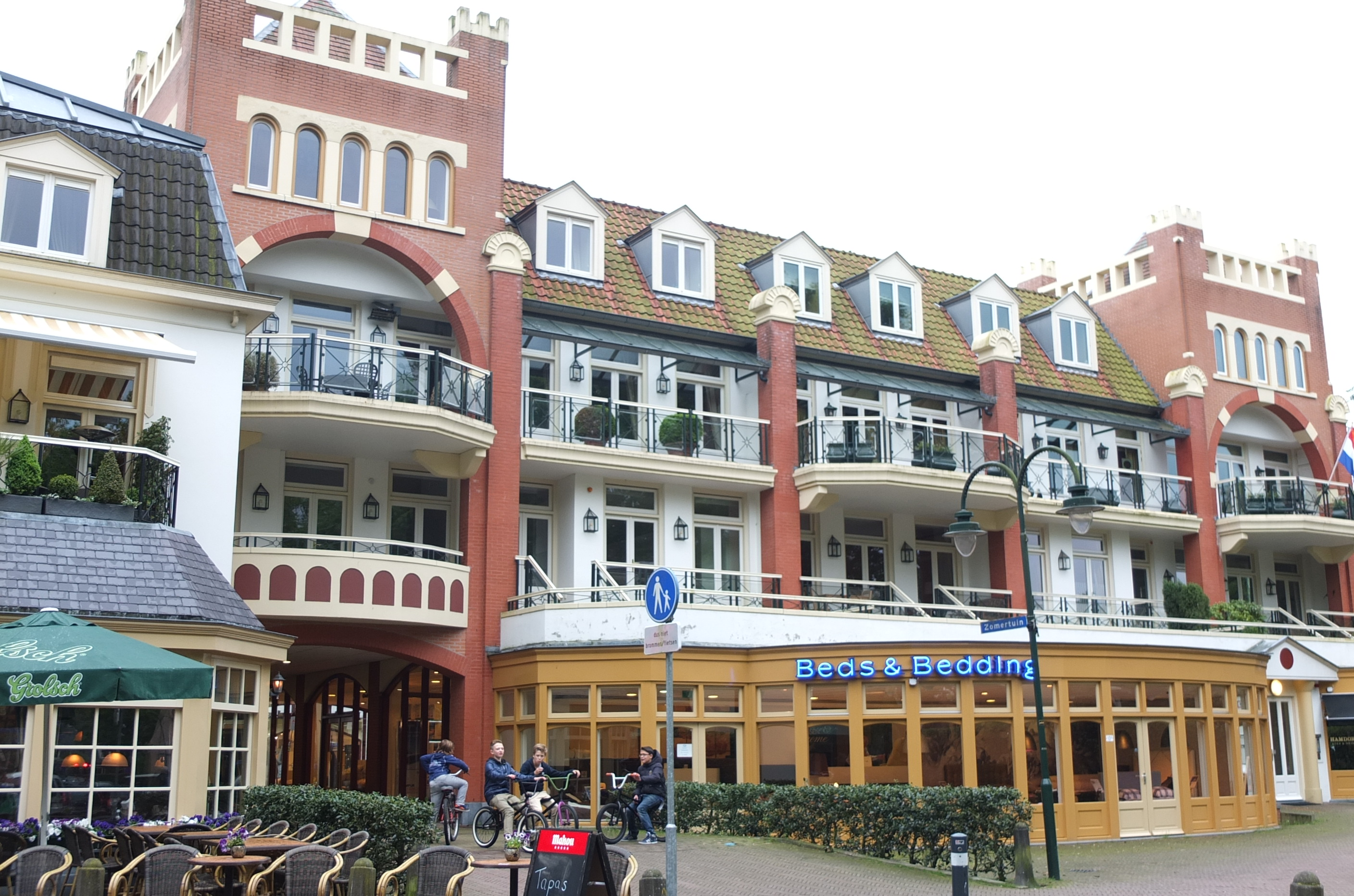
Laren
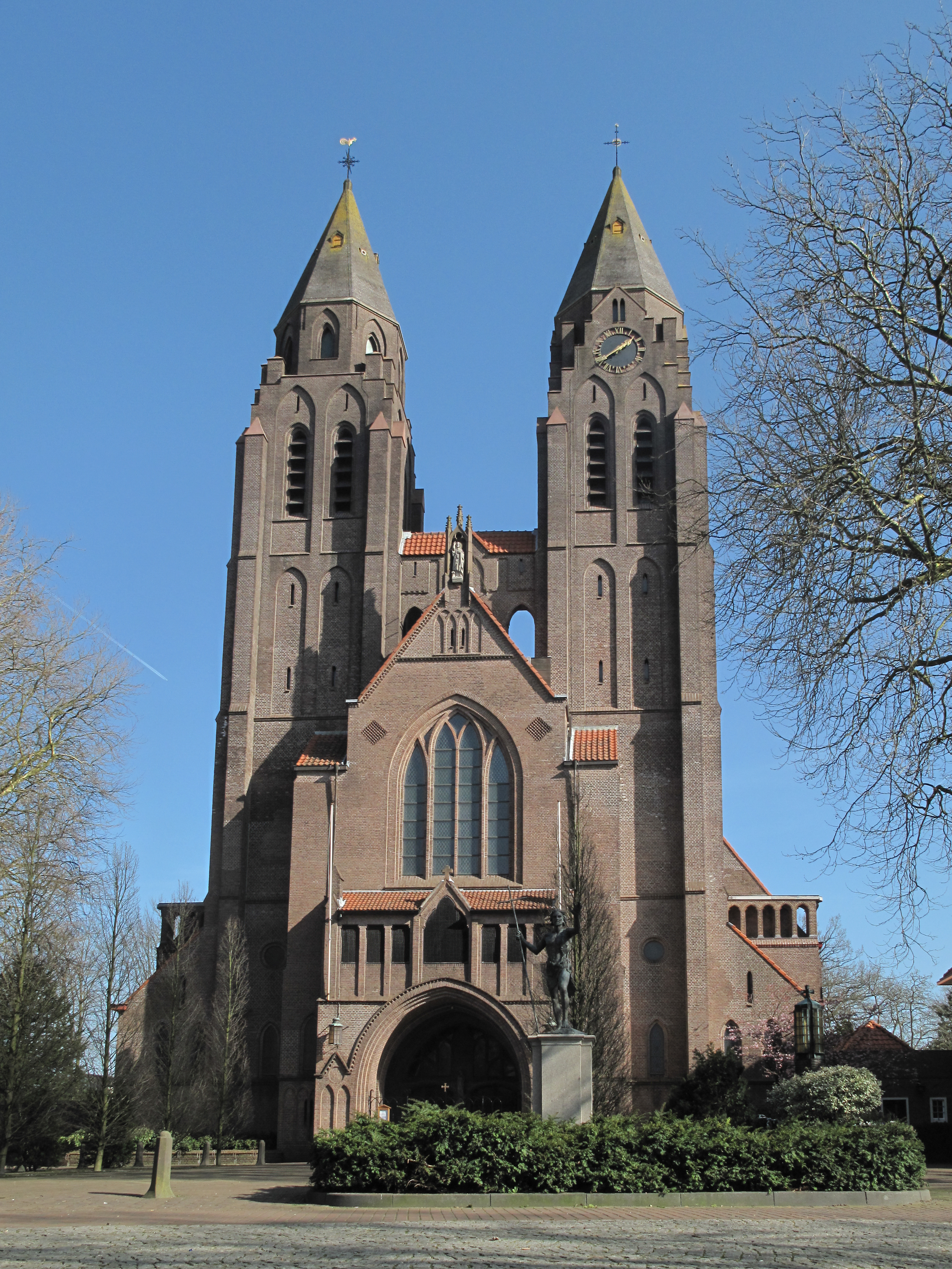
Laren, basilica: de Sint Jansbasiliek
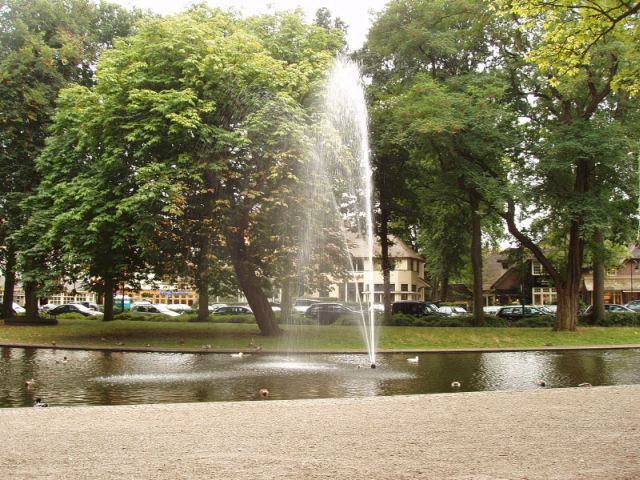
The Coeswaerde